# Jacek Karpiński

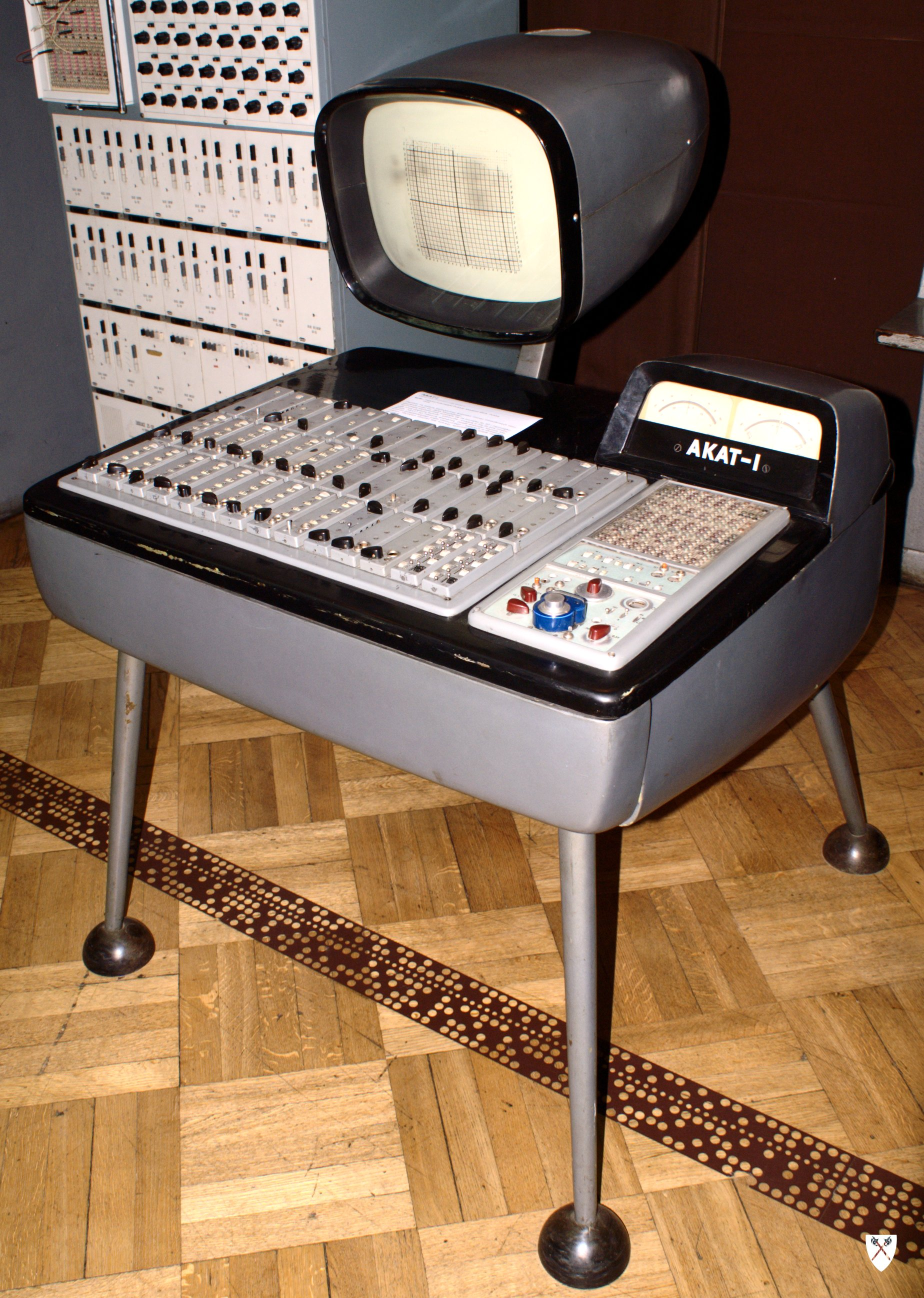
AKAT-1

Jacek Rafał Karpiński, ps. „Mały Jacek” (ur. 9 kwietnia 1927 w Turynie, zm. 21 lutego 2010 we Wrocławiu) – polski inżynier elektronik i informatyk, żołnierz Szarych Szeregów w batalionie „Zośka”, uczestnik powstania warszawskiego, trzykrotnie odznaczony Krzyżem Walecznych. Projektant minikomputera K-202. Jeden z założycieli Polskiego Towarzystwa Informatycznego i wiceprezes jego pierwszego Zarządu Głównego.
Był synem Adama Karpińskiego i Wandy Czarnockiej-Karpińskiej.

## Udział w konspiracji
W czasie okupacji brał udział w konspiracyjnych formacjach harcerskich, początkowo w małym sabotażu, potem w Grupach Szturmowych, wreszcie razem z Krzysztofem Kamilem Baczyńskim w plutonie „Alek”, później „Sad” batalionu Zośka. Uczestniczył w akcjach „Sieczychy” pod Celestynowem, Urlami.
Ciężko ranny – postrzał w kręgosłup – drugiego dnia powstania warszawskiego w czasie przedzierania się z transportem broni z dolnego Mokotowa na plac Zawiszy. Sparaliżowany, po kapitulacji powstania został ewakuowany z miasta. Przeżył dzięki lekarzom, którzy wystawili mu fałszywą kartę choroby, a następnie przewieźli do Pruszkowa. Odzyskał władzę w nogach i – jak sam mówił – uczył się chodzić, przemierzając górskie szlaki w okolicach Zakopanego, ale do końca życia utykał. Z Zakopanego trafił do Radomska, gdzie zdał maturę na samych piątkach.

## Prace konstrukcyjne
Po rehabilitacji, od 1946 studiował na Politechnice Łódzkiej, potem Warszawskiej. Dyplom mgr inż. uzyskał w marcu 1951. Prześladowany za działalność w AK i udział w powstaniu. W latach 1951–1954 pracował jako starszy konstruktor w ZWUE T-12 na Żeraniu w Warszawie, skonstruował nadajnik 2 kW NPK-2. Od 1955 był adiunktem w Instytucie Podstawowych Problemów Techniki PAN. Brał udział w konstrukcji pierwszych aparatów USG.

### AAH i AKAT-1
W 1957 w Instytucie Podstawowych Problemów Techniki PAN skonstruował maszynę AAH według pomysłu Józefa Lityńskiego z Państwowego Instytutu Hydrologiczno-Meteorologicznego. AAH było opartą na 650 lampach maszyną do długoterminowych numerycznych prognoz pogody, na podstawie analizy harmonicznej. W 1959 powstał AKAT-1 – pierwszy na świecie tranzystorowy analizator równań różniczkowych. Rok później, jako jeden z 6 nagrodzonych, zwyciężył w ogólnoświatowym konkursie młodych talentów techniki organizowanym przez UNESCO. W nagrodę przebywał w latach 1961–1962 w USA, studiując m.in. na Uniwersytecie Harvarda i Massachusetts Institute of Technology. Mimo propozycji kariery akademickiej nie zdecydował się pozostać za oceanem.
Jego wyjazdy były współfinansowane przez wywiad gospodarczy, którego tajnym źródłem osobowym o pseudonimie Jacek był w latach sześćdziesiątych. Kontakty ze służbami specjalnymi PRL, o różnym natężeniu i temperaturze, utrzymywał do wyjazdu z Polski w początku lat osiemdziesiątych.

### Perceptron
Po powrocie do kraju, w Pracowni Sztucznej Inteligencji w Instytucie Automatyki PAN, skonstruował perceptron, uczącą się maszynę, która rozpoznawała otoczenie przy użyciu kamery. Była to sieć neuronowa oparta na 2 tysiącach tranzystorów. Była to wówczas druga taka konstrukcja na świecie.

### KAR-65

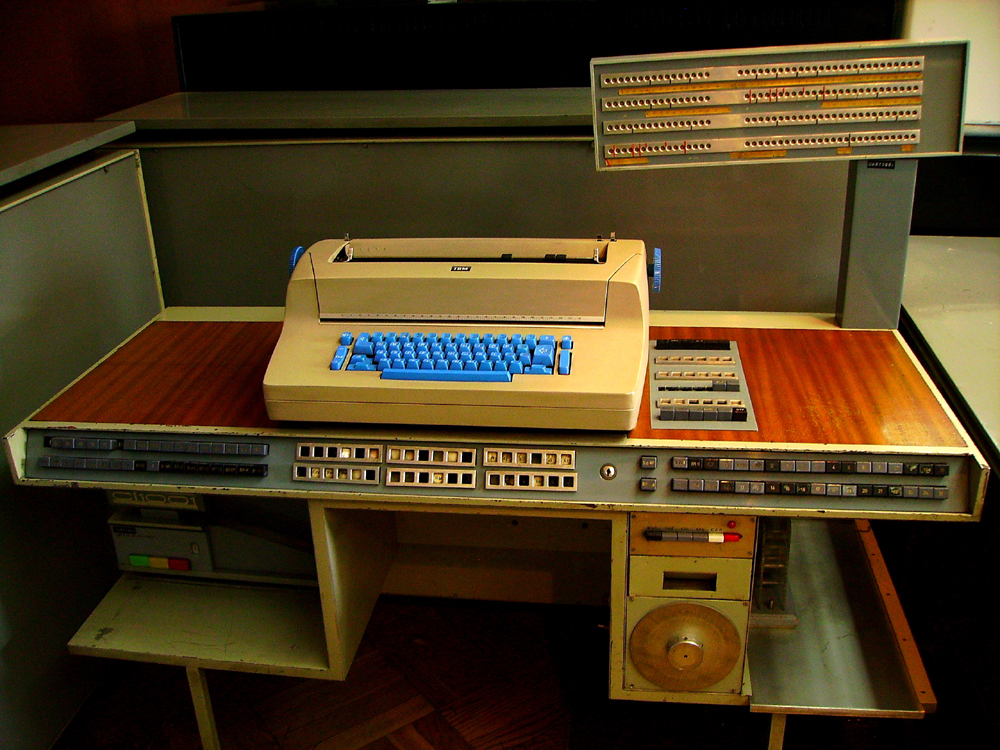
KAR-65 w warszawskim Muzeum Techniki

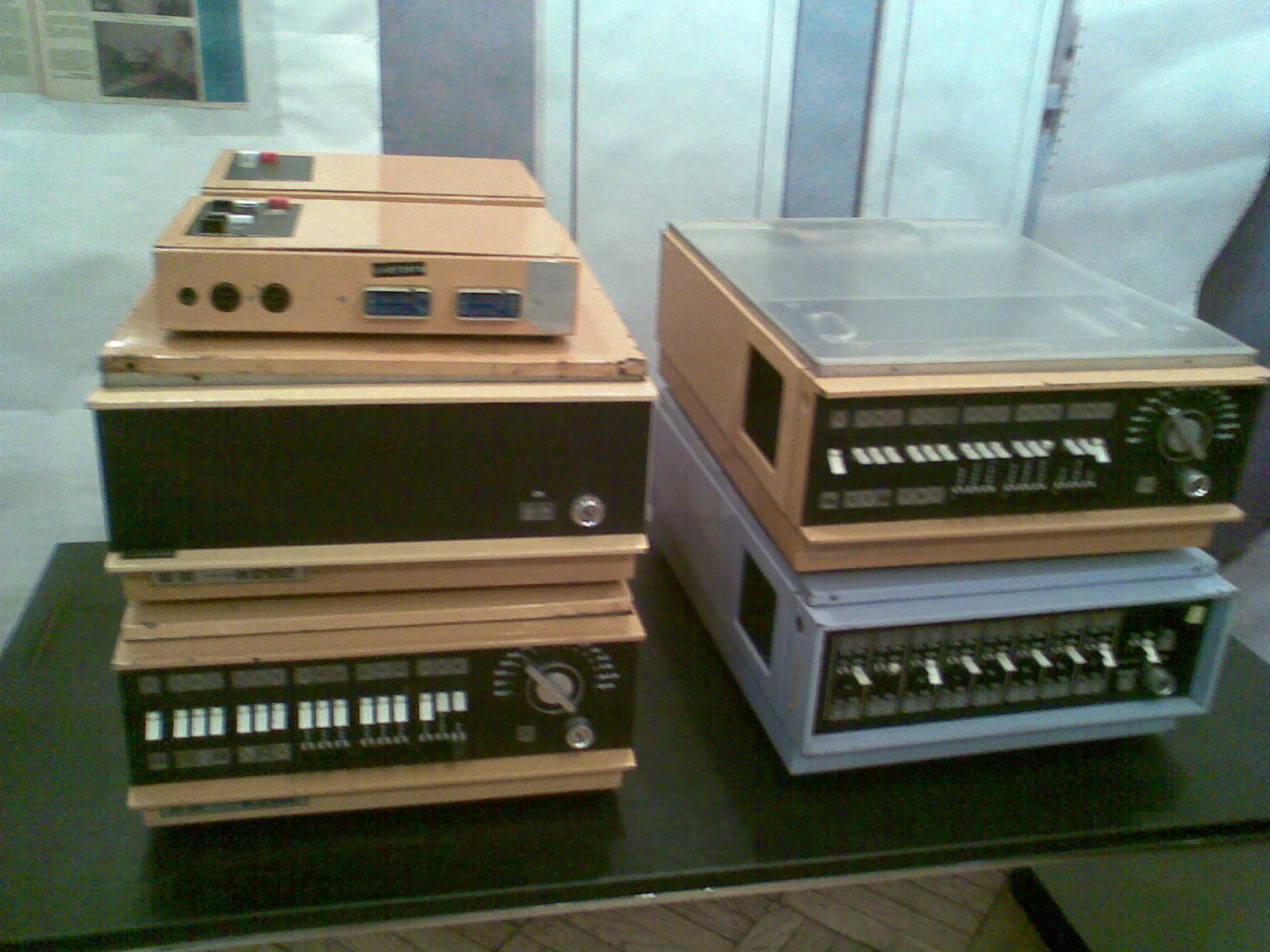
Minikomputery K-202 z peryferiami, w warszawskim Muzeum Techniki

Po przejściu do Instytutu Fizyki Doświadczalnej Uniwersytetu Warszawskiego, w ciągu 3 lat skonstruował skaner do analizy fotografii zderzeń cząstek elementarnych, wspomagany przez komputer KAR-65. Pracował on z szybkością 100 tysięcy operacji na sekundę, przy czym był 30-krotnie tańszy niż 2 razy wolniejsze ówczesne komputery Odra. KAR-65 dokonywał 100 tys. operacji zmiennoprzecinkowych, był asynchroniczny, nie posiadał zegara. Sterowało nim 5 układów automatów skończonych. Komputer ten działał do połowy lat 80. XX wieku.
Współpracownicy: Tadeusz Kupniewski, Andrzej Wołowski i Diana Wierzbicka (inżynierowie); Teresa Pajkowska (programistka) i Stanisław Tomaszewski (artysta plastyk).
Wykonawca: zespół Pracowni Komputerów Instytutu Fizyki Doświadczalnej Uniwersytetu Warszawskiego (w sumie 11 osób), pod kierunkiem Jacka Karpińskiego.

### K-202
W latach 1970–1973 zaprojektował pierwszy w kraju minikomputer – K-202, na układach scalonych małej i średniej skali integracji. Jednostka centralna wyposażona była w pamięć stałą i operacyjną, które można było rozszerzać. Mimo początkowego zainteresowania projekt został odrzucony przez peerelowską administrację.
Ostatecznie jego produkcję rozpoczęto, ale sfinansowano z funduszy brytyjskich i na zamówienia Data-Loop i MB Metals. Prototyp powstał w ciągu roku wraz z oprogramowaniem stworzonym przez zespół, w którym obok Karpińskiego pracowali: Elżbieta Jezierska, Andrzej Ziemkiewicz, Zbysław Szwaj, Teresa Pajkowska, Krzysztof Jarosławski.
K-202 pracował z szybkością miliona operacji na sekundę (szybciej niż komputery osobiste 10 lat później). Zastosowano w nim nowatorskie na skalę krajową rozwiązanie powiększania pamięci poprzez adresowanie stronicowe, opracowane w Wielkiej Brytanii i USA na przełomie lat pięćdziesiątych i sześćdziesiątych. Budowa modułowa pozwalała na łączenie komputera zewnętrznymi kablami z podzespołami pamięci w zestawy. K-202 jako jednostka centralna mógł obsługiwać 64 moduły, adresując do każdego z nich 64k słów (słowo miało 2 bajty długości). Dzięki temu teoretycznie miał do dyspozycji 8 MB pamięci. W praktyce, ze względu na zbyt duży koszt produkcji, pracowały w zestawach najwyżej po kilka sztuk. Łącznie powstało 30 egzemplarzy, 15 wyeksportowano do Wlk. Brytanii (wszystkie okazały się niesprawne), 4 zakupiło MSW, pozostałe – inne instytucje w kraju, m.in. MSZ, Dowództwo Marynarki Wojennej, Huta Lenina, Biuro Projektów Przemysłu Maszynowego „Bipromasz” Poznań, Biuro Studiów i Projektów Typowych Budownictwa Przemysłowego „Bistyp” Warszawa, Uniwersytet Warszawski, Politechnika Gdańska i Politechnika Krakowska. Jeden egzemplarz trafił do CERN-u. W latach 1976–1986, w Zakładach Systemów Mikrokomputerowych Mera w Warszawie, produkowano minikomputer Mera 400 skonstruowany w większości przez zespół, który konstruował K-202. W nowej konstrukcji usunięto błędy mikrokomputera K-202.
Wiele z jego wynalazków i urządzeń (AKAT-1, Perceptron, KAR-65, K-202) znajduje się obecnie w Muzeum Techniki w Warszawie.

## Szykany i emigracja
Mimo sukcesów konstrukcyjnych oraz wcześniejszej współpracy z SB, w latach 70. Karpiński był szykanowany przez różne instytucje. Kierowanie produkcją K-202 powierzono mu jedynie z powodu nacisków Brytyjczyków. Ostatecznie został odsunięty od kierowania Zakładem Mikrokomputerów przy przedsiębiorstwie Mera, gdzie powstawały K-202. Produkcję samego mikrokomputera zarzucono, mimo że na taśmach czekało 200 niedokończonych egzemplarzy. Po odejściu Karpińskiego stworzony przez niego zespół rozwinął konstrukcję i poprawił niedoskonałości K-202, udoskonalona wersja była produkowana następnie pod nazwą MERA-400.
Konstruktorowi odmawiano wyjazdu za granicę. W 1978 Karpiński wyjechał na Warmię, gdzie pod Olsztynem (w Dąbrówce Wielkiej) zajął się hodowlą drobiu i trzody chlewnej. W 1981 władze nie zgodziły się na objęcie przez niego stanowiska dyrektora ani przedsiębiorstwa Mera, ani Instytutu Maszyn Matematycznych.
Ostatecznie Karpiński wyemigrował na kilka lat do Szwajcarii, gdzie zaczął pracować dla Kudelskiego, znanego producenta profesjonalnych magnetofonów Nagra. W późniejszym okresie stworzył m.in. robota sterowanego głosem oraz pen-readera – skanera do wczytywania i czytania tekstu (po jednej linijce).

## Powrót

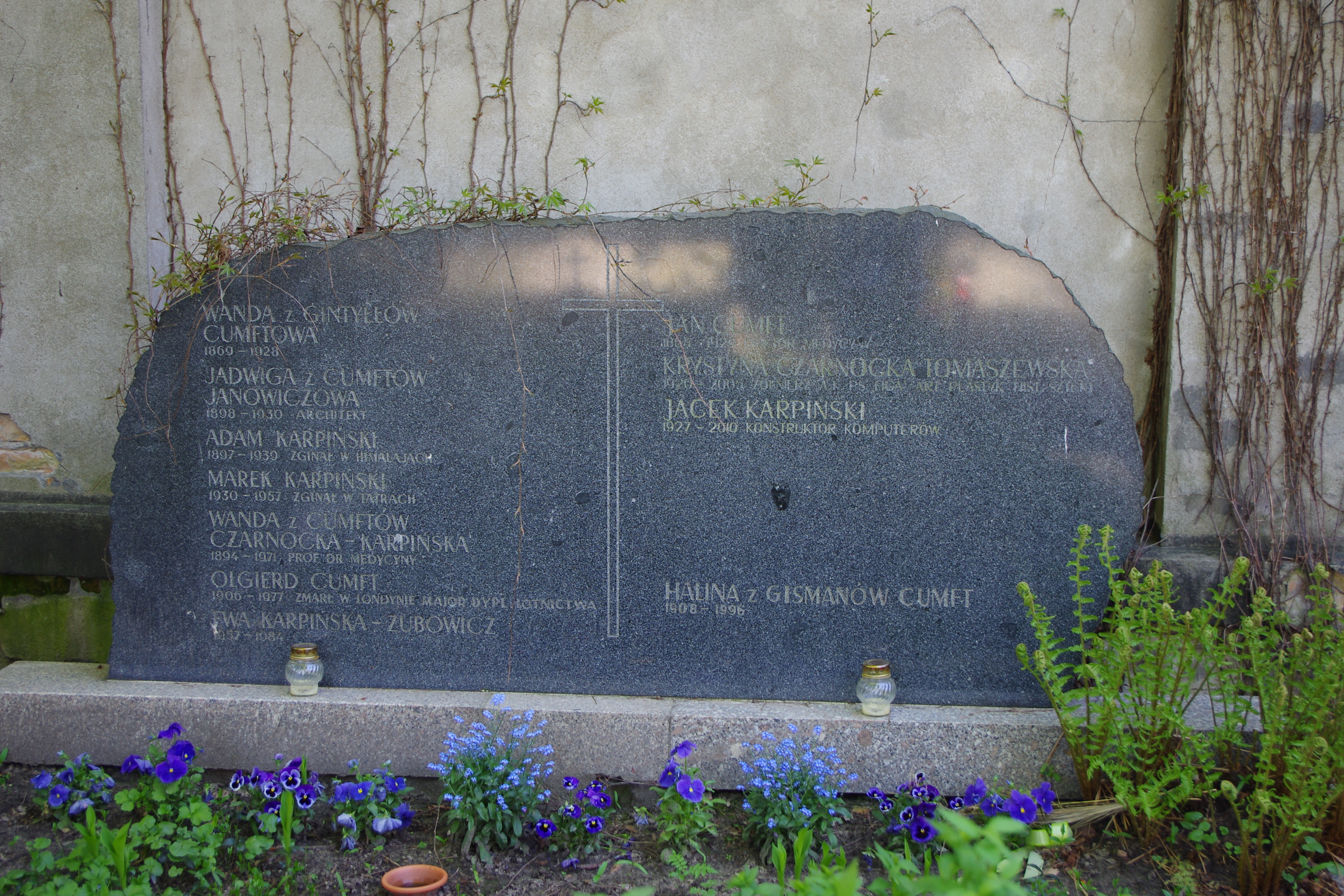
Grób Karpińskiego na cmentarzu ewangelicko-reformowanym w Warszawie

Po powrocie do kraju w 1990 zamieszkał w Warszawie w swoim domu, z rodziną córki. W 2003 roku przeniósł się do Wrocławia. Był m.in. doradcą ds. informatyki ministrów Leszka Balcerowicza i Andrzeja Olechowskiego. Próbował bez powodzenia wdrożyć w Polsce produkcję pen-readera oraz kas fiskalnych. Cierpiał z powodu problemów finansowych, częściowo wynikających z pułapek ekonomicznych, w jakie wpadł, próbując wprowadzać swoje wynalazki do produkcji. Ostatecznie dorabiał projektując witryny internetowe. Pochowany na cmentarzu ewangelicko-reformowanym w Warszawie (kwatera K1-2-21).

## Upamiętnienie
Jest patronem Technikum Technologii Cyfrowych w Szczecinie.

## Odznaczenia
- Krzyż Komandorski Orderu Odrodzenia Polski – pośmiertnie, 2010[21]
- Krzyż Oficerski Orderu Odrodzenia Polski – 2009[22]
- Krzyż Walecznych – trzykrotnie